# Fondazione di Santa Maria Maggiore
La Fondazione di Santa Maria Maggiore è una tempera su tavola (144x76 cm) di Masolino da Panicale, un tempo pannello centrale del recto della Pala Colonna. Oggi è conservata con il dipinto che si trovava sul rovescio (l'Assunzione della Vergine) nel Museo nazionale di Capodimonte a Napoli.

## Storia e descrizione
La datazione della pala, già destinata all'altare maggiore della basilica di Santa Maria Maggiore è molto controversa. L'ipotesi più accreditata è quella che si tratti di un'opera dipinta direttamente a Roma da Masolino e Masaccio (autore del pannello dei Santi Girolamo e Giovanni Battista), l'ultima di Masaccio prima della scomparsa, quindi databile ai primi mesi del 1428; altri (come Spike) la legano, a causa dell'iconografia, al giubileo di Papa Martino V del 1423, ponendola quindi come prima opera della collaborazione tra i due artisti, prima della cappella Brancacci e della Sant'Anna Metterza. Secondo alcuni la pala fu interamente commissionata a Masolino, che poi ne delegò una parte al suo assistente Masaccio; secondo altri fu commissionata a Masaccio, il quale disegnò il complesso, per poi venire completata in larga parte da Masolino dopo la sua morte.
Il cardinale Oddone Colonna, eletto nel 1417 come papa Martino V, pose fine allo scisma d'Occidente; tra il 1419 e il 1420 sostò a Firenze, in attesa che Roma fosse sufficientemente sicura a riceverlo. Nella città toscana probabilmente venne in contatto con gli artisti lì attivi: Gentile da Fabriano, Arcangelo di Cola, Lorenzo Ghiberti e probabilmente Masolino. Appena messo piede a Roma Martino V si dedicò subito al compito di riportare la città al suo antico splendore ed indisse un giubileo per il 1423, cui sembrano alludere alcuni particolari iconografici della pala.
La pala venne vista verso la metà del XVI secolo da Vasari e Michelangelo Buonarroti, che la trovarono ormai spostata in una piccola cappella vicino alla sacrestia ("cappella Colonna"). Essi, che videro solo una faccia essendo probabilmente addossata a una parete, la ritennero interamente opera di Masaccio, ignorando Masolino.
Nel 1653 la pala Colonna si trovava ormai a palazzo Farnese, con i pannelli segati nello spessore in modo da separare le facce ed avere sei dipinti separati, che in un inventario sono elencati come opere di Beato Angelico. In seguito vennero dispersi e, ricomparsi in momenti diversi sul mercato antiquario, vennero riconosciuti quando ormai erano sparsi in più musei. La pala centrale, ritenuta la più pregevole, giunse Napoli tramite l'eredità Farnese.

## Descrizione e stile
Il pannello mostra l'evento miracoloso legato alla fondazione della basilica di Santa Maria Maggiore a Roma. Secondo la leggenda durante il torrido agosto del 358 avvenne una prodigiosa nevicata, che disegnò i contorni di una basilica sull'Esquilino. Papa Liberio si decise allora a fondarla. Egli, vestito col triregno, è raffigurato in primo piano mentre con una zappa traccia il solco delle fondazioni della basilica, della quale si nota l'abside disegnata a terra dalla neve. Secondo Vasari questo sarebbe il ritratto in realtà di Martino V, con accanto l'imperatore Sigismondo.
Attorno a lui si dispone una folla numerosa, affiancata da alcuni edifici scorciati in prospettiva. Anche le nuvolette in alto sembrano voler ricreare una semplicistica fuga prospettiva (ben diversa dagli effetti naturalistici disegnati nel cielo del Pagamento del tributo nella Cappella Brancacci da Masaccio), mentre più in alto, nella lunetta, si trovano entro un medaglione Gesù e la Vergine che osservano il miracolo appena compiuto.